# Tuba (přítok Jeniseje)
Tuba (rusky Туба) je řeka v Krasnojarském kraji v Rusku. Je 119 km dlouhá. Povodí má rozlohu 36 900 km².

## Průběh toku
Vzniká soutokem Kazyru a Amylu a teče skrze Minusinskou kotlinu, přičemž se člení na ramena. Ústí do Tubinského zálivu Krasnojarské přehradní nádrže jako pravý přítok Jeniseje.

## Vodní režim
Zdrojem vody jsou především sněhové srážky. Průměrný roční průtok vody činí 771 m³/s. Zamrzá na konci října až na začátku prosince a rozmrzá v dubnu až na začátku května.

## Využití
Vodní doprava je možná v délce 99 km. Využívá se k plavení dřeva.